# Ragnar Gustavsson
Ragnar Gustavsson (ur. 28 września 1907, zm. 19 maja 1980) – szwedzki piłkarz, grający na pozycji napastnika.

## Kariera klubowa
Podczas kariery piłkarskiej występował w GAIS. Z GAIS zdobył mistrzostwo Szwecji w 1931. Ogółem w barwach GAIS rozegrał 109 spotkań, w których strzelił 57 bramek.
| Sezon   | Klub | Kraj    | Rozgrywki   | Mecze | Bramki |
| ------- | ---- | ------- | ----------- | ----- | ------ |
| 1928/29 | GAIS | Szwecja | Allsvenskan | 2     | 1      |
| 1929/30 | GAIS | Szwecja | Allsvenskan | 13    | 13     |
| 1930/31 | GAIS | Szwecja | Allsvenskan | 22    | 9      |
| 1931/32 | GAIS | Szwecja | Allsvenskan | 22    | 12     |
| 1932/33 | GAIS | Szwecja | Allsvenskan | 20    | 10     |
| 1933/34 | GAIS | Szwecja | Allsvenskan | 21    | 8      |
| 1934/35 | GAIS | Szwecja | Allsvenskan | 9     | 4      |
| 1935/36 | GAIS | Szwecja | Allsvenskan | 0     | 0      |

## Kariera reprezentacyjna
W reprezentacji Szwecji Gustavsson zadebiutował 12 czerwca 1932 wygranym 3-1 towarzyskim meczu z Belgią. W 1934 József Nagy, ówczesny selekcjoner reprezentacji Szwecji powołał Gustavssona na mistrzostwa świata. Na turnieju we Włoszech wystąpił w obu meczach Szwecji z Argentyną i Niemcami. Ostatni raz w reprezentacji wystąpił 23 września 1934 w wygranym 3-1 towarzyskim meczu z Łotwą, w którym w 89 min. zdobył bramkę ustalającą wynik. W latach 1932–1934 rozegrał w reprezentacji 9 meczów, w których zdobył 3 bramki.
| Mecze i gole w reprezentacji | Mecze i gole w reprezentacji | Mecze i gole w reprezentacji | Mecze i gole w reprezentacji | Mecze i gole w reprezentacji | Mecze i gole w reprezentacji | Mecze i gole w reprezentacji |
| #                            | Data                         | Miasto                       | Przeciwnik                   | Gol                          | Wynik                        |                              |
| ---------------------------- | ---------------------------- | ---------------------------- | ---------------------------- | ---------------------------- | ---------------------------- | ---------------------------- |
| 1.                           | 12.06.1932                   | Sztokholm                    | Belgia                       |                              | 3:1                          | towarzyski                   |
| 2.                           | 19.06.1932                   | Kopenhaga                    | Dania                        |                              | 1:3                          | Puchar Nordycki              |
| 3.                           | 17.07.1932                   | Sztokholm                    | Austria                      |                              | 3:4                          | towarzyski                   |
| 4.                           | 25.09.1932                   | Sztokholm                    | Litwa                        | Gol · Gol                    | 8:1                          | towarzyski                   |
| 5.                           | 06.11.1932                   | Bazylea                      | Szwajcaria                   |                              | 1:2                          | towarzyski                   |
| 6.                           | 23.05.1934                   | Sztokholm                    | Polska                       |                              | 4:2                          | towarzyski                   |
| 7.                           | 27.05.1934                   | Bolonia                      | Argentyna                    |                              | 3:2                          | Mundial 1934                 |
| 8.                           | 31.05.1934                   | Mediolan                     | III Rzesza                   |                              | 1:2                          | Mundial 1934                 |
| 9.                           | 23.09.1934                   | Sztokholm                    | Łotwa                        | Gol                          | 3:1                          | towarzyski                   |